# Digitaria remotigluma
Digitaria remotigluma är en gräsart som först beskrevs av De Winter, och fick sitt nu gällande namn av Clayton. Digitaria remotigluma ingår i släktet fingerhirser, och familjen gräs. Inga underarter finns listade i Catalogue of Life.